# Imre Lakatos

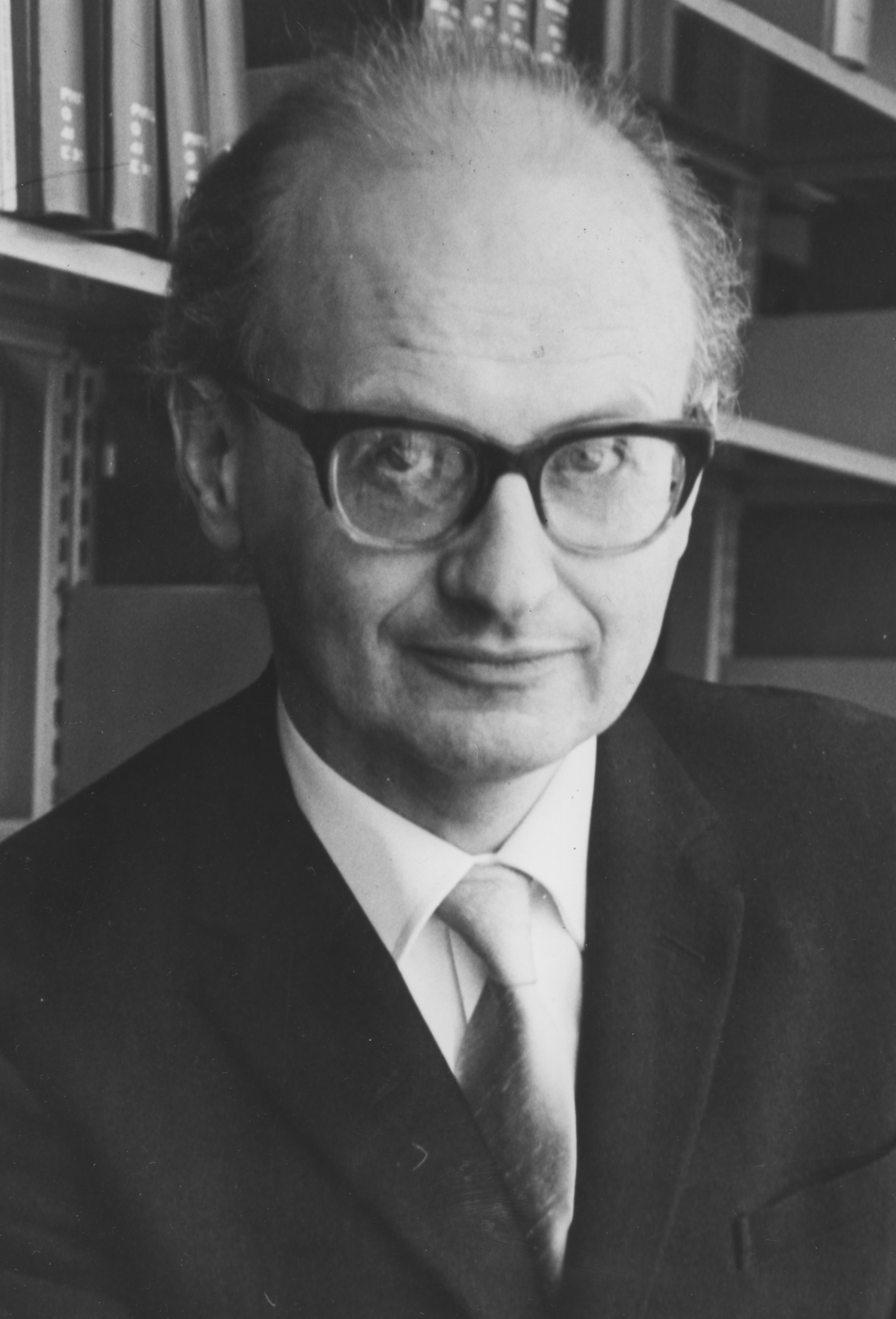
Imre Lakatos w latach 60.

Imre Lakatos (ur. 9 listopada 1922 w Debreczynie, zm. 2 lutego 1974 w Londynie) – węgierski filozof nauki, w tym matematyki. Uczeń i kontynuator myśli Karla Poppera.

## Życiorys
Imre Lakatos urodził się jako Imre Lipschitz w Debreczynie na Węgrzech. Studia w zakresie matematyki, fizyki i filozofii ukończył na uniwersytecie w Debreczynie w roku 1944. Podczas II wojny światowej większość jego rodziny zginęła w niemieckim obozie koncentracyjnym Auschwitz, on sam był aktywnym działaczem komunistycznym – ukrywał się pod nazwiskiem Molnar.
Po wojnie kontynuował naukę w Budapeszcie (studiował między innymi u György Lukácsa) i pracował jako wyższy urzędnik w Ministerstwie Oświaty; po raz kolejny i ostatni zmienił też nazwisko. W roku 1947 Lakatos złożył na Uniwersytecie w Debreczynie rozprawę doktorską O socjologii tworzenia pojęć w naukach przyrodniczych, która jednak zaginęła w bliżej nieznanych okolicznościach. Jej treść można z grubsza odtworzyć na podstawie opublikowanych w tym samym czasie artykułów Krytyka idealizmu fizycznego oraz Współczesna fizyka, współczesne społeczeństwo analizujących sytuację we współczesnej fizyce z punktu widzenia materializmu historycznego w wersji Lukacsa.
W roku 1950 w wyniku wewnętrznych rozgrywek o władzę w węgierskiej kompartii Lakatos został aresztowany i oskarżony o rewizjonizm – lata 1950–1953 spędził w więzieniu.
Po wyjściu na wolność pracował naukowo jako matematyk, zajmował się także tłumaczeniem klasycznej książki Polyi Jak to rozwiązać na węgierski. Formalnie nadal był komunistą, jednak jego poglądy musiały ewoluować – wiadomo, że w okresie przed rewolucją 1956 roku był członkiem grupy dysydentów.
Po sowieckiej inwazji na Węgry w 1956 roku Lakatos uciekł do Wiednia, a stamtąd do Anglii. W roku 1958 rozpoczął pisanie pracy doktorskiej z filozofii matematyki Szkice z logiki odkrycia matematycznego (Essays in the Logic of Mathematical Discovery) na uniwersytecie w Cambridge. Jego promotorem był Karl Popper. Doktorat uzyskał w roku 1961, a główne jego wyniki opublikował trzy lata później w postaci słynnej książki Dowody i refutacje (Proofs and refutations).
W roku 1960 Lakatos został wykładowcą w London School of Economics, gdzie prowadził wykłady z filozofii matematyki i filozofii nauki obok takich sław jak jego nauczyciel Karl Popper i John Watkins. Pracował tam aż do śmierci. Dla uczczenia jego pamięci uczelnia ustanowiła specjalną Nagrodę Lakatosa, która przyznawana jest corocznie za najlepszą publikację książkową w dziedzinie filozofii nauki w języku angielskim w okresie sześciu lat poprzedzających jej przyznanie.
Część korespondencji Lakatosa z jego przyjacielem i krytykiem Paulem Feyerabendem, zwolennikiem tzw. anarchizmu teoriopoznawczego została opublikowana w zbiorze For and Against Method (ISBN 0-226-46774-0).

## Dowody i refutacje (Proofs and refutations)
Lakatosa filozofia matematyki inspirowana była przez dialektykę Hegla i Marksa, popperowską teorię poznania i prace Polyi.
Wydane pośmiertnie Dowody i refutacje mają po większej części formę dialogu – grupa studentów usiłuje dowieść wzoru na charakterystykę Eulera powierzchni w topologii algebraicznej. Celem dialogu jest przedstawienie historycznych prób dowodu wzoru traktowanego jako hipoteza, które każdorazowo są obalane przez kontrprzykłady. W trakcie prac studenci przywołują cytaty znanych matematyków, a zwłaszcza Cauchy’ego.
Lakatos usiłuje pokazać, że żadne twierdzenie nieformalnej matematyki nie może być uznane za „doskonałe”. Oznacza to, że nie możemy uważać go za ostateczną prawdę – co najwyżej możemy powiedzieć, że nie znaleziono dla niego kontrprzykładów. Z chwilą gdy taki kontrprzykład – rozumiany jako przypadek nie objęty dowodem lub przeczący mu, został znaleziony, sformułowanie twierdzenia ulega zmianie tak, by albo go wykluczyć, albo uwzględnić, co zwiększa zakres wiedzy. Opisana sytuacja jest ciągłym procesem gromadzenia wiedzy poprzez ciąg dowodów i ich obaleń. (W sytuacji, gdy w danej dziedzinie dany jest układ aksjomatów Lakatos stwierdza, że dowody twierdzeń tej dziedziny są tautologiami, czyli są logicznie prawdziwe.)
Lakatos zaproponował prezentację wiedzy matematycznej w oparciu o koncepcję heurystyki. W Dowodach i refutacjach koncepcja ta nie jest jeszcze w pełni rozwinięta, choć Lakatos podał kilka podstawowych reguł znajdowania dowodów i kontrprzykładów dla hipotez roboczych. Lakatos uważał eksperymenty myślowe przeprowadzane w matematyce za prawomocną metodę odkrywania nowych twierdzeń i ich dowodów i czasami nazywał swoje podejście quasi-empiryzmem.
Lakatos przedstawiał matematyków jako społeczność kierującą się swego rodzaju dialektyką, dzięki której uznaje ona pewne dowody twierdzeń za poprawne, a inne nie. Wchodził tu w zasadniczy konflikt z formalistycznym rozumieniem dowodu, jakie prezentowali logicyści Frege i Russell, dla których dowód oznacza tylko i wyłącznie poprawność formalną.
Po ukazaniu się drukiem, Dowody i refutacje z miejsca stały się punktem odniesienia w filozofii matematyki, mimo że niewielu filozofów zgadzało się z poglądem Lakatosa na dowód formalny. Jednym z głównych zarzutów stawianych Dowodom było również to, że przedstawiony w nich obraz nie przedstawia rzeczywistego podejścia współczesnych matematyków do swej pracy.
Po opracowaniu koncepcji programów badawczych Lakatos zamierzał zastosować ją w filozofii matematyki, jednak nie zdążył już tego uczynić.

## Programy badawcze
Lakatosa podejście do filozofii nauki było próbą wypracowania kompromisu między falsyfikacjonizmem Poppera a teorią rewolucji naukowych głoszoną przez Kuhna. Teoria Poppera wymaga, by naukowcy zarzucali swe teorie, gdy tylko napotkają na obserwacje, które je falsyfikują, a w to miejsce tworzyli śmiałe hipotezy. Zdaniem Kuhna, nauka to ciąg przeplatających się okresów nauki normalnej, gdy uczeni obstają przy swych teoriach mimo gromadzenia się przeczących im obserwacji oraz rewolucji naukowych, polegających na zmianach w sposobie myślenia, przy czym przyczyny owych rewolucji często pozbawione są zdaniem Kuhna racjonalnego podłoża.
Lakatos szukał podejścia metodologicznego, które pozwalałoby pogodzić te sprzeczne stanowiska, a jednocześnie mogłoby dostarczyć racjonalnego i zgodnego z faktami historycznymi oglądu postępu dokonującego się w nauce.
Dla Lakatosa to, co uważamy za „teorie” to w gruncie rzeczy zespoły teorii odwołujących się do wspólnych idei – twardego rdzenia (hard core) w terminologii Lakatosa. Owe zespoły teorii Lakatos nazwał programami badawczymi – uczeni zaangażowani w dany program badawczy będą starali się chronić jego rdzeń przed falsyfikacją za pomocą hipotez pomocniczych. Podczas gdy dla Poppera podejście takie dyskredytuje tworzone ad hoc hipotezy, Lakatos pokazuje, że budowanie pasa ochronnego hipotez roboczych wokół rdzenia programu badawczego nie zawsze jest czymś złym. Zamiast pytać, czy hipoteza jest prawdziwa czy fałszywa, Lakatos sugeruje, by rozważyć, czy program badawczy jest postępowy czy się degeneruje. Postępowy program badawczy rozpoznajemy po odkrywaniu przez niego nowych i zdumiewających faktów. Program, który się degeneruje przejawia się brakiem rozrostu, lub tym, że jego pas ochronny nie prowadzi do niczego nowego.
Lakatos szedł tutaj za myślą Quine’a, że główną ideę każdej teorii można bronić przed atakami, kierując je przeciwko innym jej składnikom (holizm epistemologiczny). Tę trudność falsyfikacjonizmu dostrzegał również sam Popper.
Falsyfikacjonizm przyjmował bowiem, że naukowcy tworzą teorie, a Natura ogranicza się do wyrażenia swego NIE w formie niespójności obserwacji. Według Poppera, podtrzymywanie teorii w sytuacji, gdy Natura je odrzuciła jest irracjonalne, a jednak Kuhn pokazał, że jest to dość powszechną praktyką. Według Lakatosa zaś nie jest tak, że my przedkładamy teorię, a Natura zgłasza swe weto; jest raczej tak, że przedkładamy całą gęstwinę teorii, a natura mówi <<to niespójne>>. Niespójność tę można usunąć nie zmieniając programu badawczego – można zostawić twardy rdzeń, a zmienić jedynie hipotezy pomocnicze.
Jednym z przykładów jest historia zasad dynamiki Newtona. W fizyce Newtona (programie badawczym) prawa te, jak sądził Lakatos, nie są poddawane falsyfikacji, gdyż stanowią twardy rdzeń programu. W tym sensie program badawczy jest podobny do Kuhnowskiego paradygmatu.
Lakatos był przekonany, że program badawczy zawiera zarówno reguły metodologiczne, które wskazują w jakich kierunkach nie prowadzić badań (Lakatos nazwał to heurystyką negatywną) jak i takie, które sugerują w jakim kierunku badania prowadzić (heurystyka pozytywna).
Lakatos utrzymywał, że nie wszystkie zmiany hipotez pomocniczych (problem shifts) w obrębie systemu badawczego są równie dopuszczalne. Wierzył, że wartość zmian może być oceniana na podstawie ich zdolności do wyjaśniania obaleń i możliwości przewidywania nowych faktów. Jeśli tak jest, to zmiany takie są postępowe; jeśli nie, jeśli są po prostu ad hoc, należy określić je jako degenerujące.
Co więcej, Lakatos wierzył, że jeśli program badawczy jest postępowy, wówczas rzeczą rozsądną jest zmieniać hipotezy pomocnicze, by mogły stawiać czoła anomaliom. Jeśli natomiast program badawczy jest degenerujący się, to napotyka on programy konkurencyjne i może być „sfalsyfikowany” przez zwykłe zastąpienie go lepszym (czyli bardziej postępowym) programem badawczym. Te właśnie zmiany są Kuhnowskimi rewolucjami naukowymi i to właśnie określa ich racjonalność – nie są one zwyczajnymi zmianami przekonań w obrębie społeczności uczonych (jak zdaniem Lakatosa pojmował je Kuhn).

## Pisma w języku polskim
- Pisma z filozofii nauk empirycznych, tłum. Wojciech Sady, Wydawnictwo Naukowe PWN 1995
- Dowody i refutacje. Logika odkrycia matematycznego, tłum. Michał Kozłowski i Katarzyna Lipszyc, wstęp do wydania polskiego: Wacław Zawadowski, TIKKUN, Warszawa 2005

## Wybrane pisma w języku angielskim
- Lakatos ed. (1970). Criticism and the Growth of Knowledge. Cambridge: Cambridge University Press. ISBN 0-521-07826-1
- Lakatos (1976). Proofs and Refutations. Cambridge: Cambridge University Press. ISBN 0-521-29038-4
- Lakatos (1977). The Methodology of Scientific Research Programmes: Philosophical Papers Volume 1. Cambridge: Cambridge University Press
- Lakatos (1978). Mathematics, Science and Epistemology: Philosophical Papers Volume 2. Cambridge: Cambridge University Press. ISBN 0-521-21769-5